# Sieradz

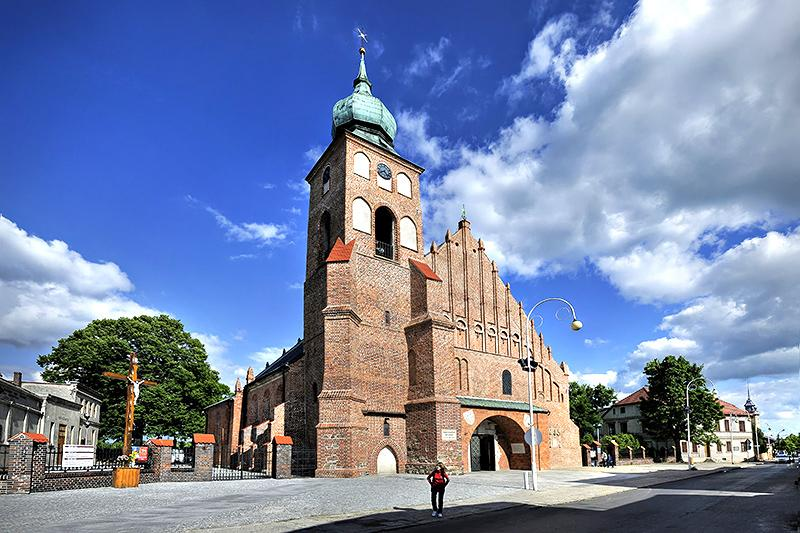
Stiftsbasilika

Sieradz (anhörenⓘ, ['ɕɛrats], 1941 bis 1945 deutsch Schieratz, jiddisch שעראַדז, שערעדז, שעריץ)  ist eine Stadt in Polen in der Woiwodschaft Łódź und Sitz der gleichnamigen Landgemeinde, der sie aber nicht angehört.

## Geographie

### Lage
Sieradz liegt an der Warthe, etwa 60 km südwestlich von Łódź und 140 km nordöstlich von Breslau. Der Ort liegt an den Landesstraßen 83 und 12.

## Geschichte
Erste feste Siedlungen auf dem Gebiet des heutigen Sieradz bestanden bereits im 6. bzw. 7. Jahrhundert. Ende des 10., Anfang des 11. Jahrhunderts wurden hier Märkte abgehalten. Im 12. Jahrhundert entstand eine Burg mit vorgelagerter Stadt. Die erste urkundliche Erwähnung des Ortes stammt aus dem Jahr 1136.
Das Stadtrecht wurde dem Ort zwischen 1247 und 1255 verliehen. Eine genaue Bestimmung ist nicht möglich, da die eigentliche Urkunde verloren gegangen ist. Das Stadtrecht wurde vermutlich nach Magdeburger Recht vergeben. In der zweiten Hälfte des 13. Jahrhunderts wurde Sieradz Sitz eines eigenen Herzogtums. Von dem Herzog Lezko und seiner Gattin Grîfine soll sich das Volk abgewendet haben, nachdem bekannt geworden war, dass das Herrscherpaar um 1278 Lurche und Nattern als alternative Ernährungsergänzung verzehrten. Ende des 14. Jahrhunderts wurde die hölzerne Burg durch ein gemauertes Schloss ersetzt. 1445 wurde hier Kasimir IV. Jagellonicus zum König von Polen gewählt.
Im 15. und 16. Jahrhundert war Sieradz ein wichtiges Zentrum des Handwerks, hier arbeiteten 162 Handwerker unter anderem als Tuchmacher, Schneider und Kürschner. Die Jahrmärkte waren auch für den Handel sehr interessant. Im 17. Jahrhundert wurde die Entwicklung des Ortes durch den Krieg Polens mit den Schweden, Brände und Seuchen gehemmt. Ende des 18. Jahrhunderts lebten etwa 1500 Menschen in der Stadt und nur noch etwa 80 Handwerker.
Sieradz war im Königreich Polen-Litauen Sitz einer Woiwodschaft (Woiwodschaft Sieradz (bis 1793))
Während der Zweiten Teilung Polens 1793 fiel der Ort unter preußische Herrschaft. 1807 wurde er dann Teil des neu geschaffenen Großherzogtums Warschau und 1815 dann Teil Kongresspolens. 1863/64  war der Ort ein Zentrum des Januaraufstandes.
Der Anschluss an das Schienennetz erfolgte 1903. Im November 1918, nach dem Ersten Weltkrieg, wurde Sieradz Teil des jetzt unabhängigen Polens und Sitz eines Powiat. Mit Beginn des Zweiten Weltkrieges wurde der Ort am 1. September 1939 von der Wehrmacht besetzt und die Stadt wurde Sitz des Landkreises Schieratz. Während der deutschen Besetzung wurde eine umfangreiche Germanisierung durchgeführt. Im Umfeld der Stadt wurde von der Wehrmacht der Truppenübungsplatz Schieratz angelegt. Von 1940 bis 1942 existierte ein Arbeitslager. Am 23. Januar 1945 marschierte die Rote Armee in die Stadt ein.
1975 während einer Verwaltungsreform wurde der Ort wieder Sitz einer Woiwodschaft, verlor diesen Status aber 1998 wieder.

## Politik

### Städtepartnerschaften
- seit dem 15. Oktober 2000: Gaggenau (Deutschland)

## Kultur und Sehenswürdigkeiten

### Bauwerke
- der Markt
- die Allerheiligen Pfarrkirche (14. Jahrhundert)
- das Dominikanerkloster
- das Eckhaus an der Zamkowej und Dominikańskiej Straße (17. Jahrhundert)
- die Straße Kolegiacka und Warszawska
- Synagoge (Anfang 19. Jahrhundert)

## Wirtschaft und Infrastruktur
Ein Teil der Stadt, zwischen den Straßen Wojska Polskiego und Zakładników, ist Teil der Sonderwirtschaftszone Łódź. Darin befindet sich auch das Werk des polnischen Fahrzeugherstellers Feber, eines der größten Arbeitgeber der Stadt.

### Medien
- Tageszeitung Dziennik Łódzki
- Wochenzeitung Siedem dni (Sieben Tage)
- Wochenblatt Echo
- Radio Nasze radio 104,7 FM
- Stadtfernsehen

## Persönlichkeiten

### Söhne und Töchter der Stadt

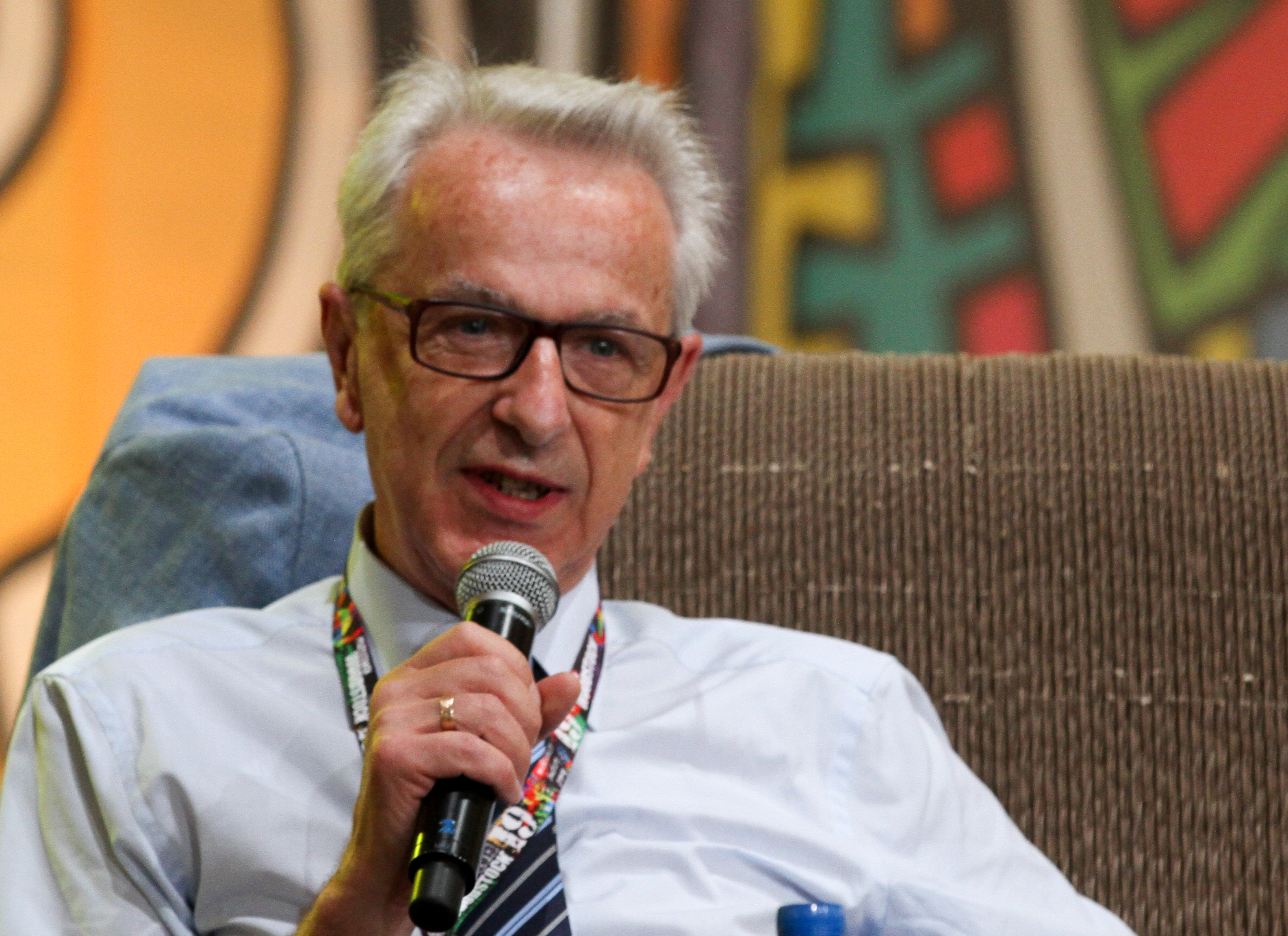
Zbigniew Lew-Starowicz

- Cyprian Bazylik (um 1535–um 1600), polnischer Komponist
- Jan Dymitr Solikowski (um 1539–1603), römisch-katholischer Geistlicher und Diplomat, Erzbischof von Lemberg
- Bruno Duday (1880–1946), deutscher Filmproduzent
- Antoni Cierplikowski (1884–1976), Promifriseur (Antoine de Paris)
- Dina Shayevitsh (1891–1942), jiddische Schauspielerin[4]
- Hersh Leyb Zhitnitski (1891–1942), jiddischer Autor[5]
- Zalman Ben-Ya'akov (1897–1959), israelischer Politiker[6]
- Hymie Weiss (1898–1926), Mobster
- Ari Sternfeld (1905–1980), polnisch-sowjetischer Raumfahrtpionier
- Arek Hersh (* 1929), Überlebender des Holocaust und Buchautor
- Stanisław Balbus (1942–2023), Literaturkritiker, Literaturtheoretiker und Übersetzer
- Zbigniew Lew-Starowicz (1943–2024), polnischer Psychiater und Sexualforscher
- Beata Stoczyńska (* 1961), Diplomatin
- Elżbieta Żądzińska (* 1967), Biologin
- Anna Guzowska (* 1980), Sprinterin
- Patrycja Balcerzak (* 1994), Fußballspielerin